# قائمة حكام آل سعود
قائمة حكام آل سعود يرجع نسب أسرة آل سعود إلى مؤسسها سعود الأول بن محمد بن مقرن بن مرخان بن إبراهيم بن موسى بن ربيعة بن جدهم الأكبر مانع بن ربيعة المريدي من بني حنيفة من بكر بن وائل بن قاسط بن هنب بن أفصى بن دعمي بن جديلة بن أسد بن ربيعة بن نزار بن معد بن عدنان، وكان قد قدم جدهم الأكبر مانع بن ربيعة المريدي مع أسرته إلى منطقة العارض في نجد سنة 850 هـ الموافقة لسنة 1447م، بعد أن دعاه قريبه «ابن درع» أمير حجر اليمامة وأعطاه مناطق في وادي حنيفة أنشأ فيها بلدة أطلق عليها مسمى الدرعية، نسبة إلى ابن درع.
كانت نشأة السعودية بتأسيس الدولة السعودية الأولى (إمارة الدرعية) على يد محمد بن سعود سنة 1157 هـ / 1744 والتي انتهت سنة 1233 هـ / 1818، ثم تبعتها الدولة السعودية الثانية (إمارة نجد) وكانت قد بدأت بعد سقوط الدولة الأولى إلى أن انتهت سنة 1308 هـ / 1891. لاحقاً جرت محاولات لتأسيس دولة سعودية ثالثة فتم ذلك على يد عبد العزيز آل سعود سنة 1319 هـ / 1902، فأصبحت لاحقاً سلطنة نجد ثم بعد ذلك مملكة الحجاز ونجد وملحقاتها إلى أن أصبحت تحت مسمى المملكة العربية السعودية بعد توحيد جميع أراضيها في كيان واحد، وكان ذلك في 1351 هـ / 23 سبتمبر 1932م.

## الإمامة
بدأت مرحلة الإمامة حينما التقى محمد بن سعود الذي كان حينها أميراً للدرعية خلفاً لأسرته بالشيخ محمد بن عبد الوهاب وتم عقد «اتفاق الدرعية» سنة 1157 هـ / 1744م، التي بموجبها يكون محمد بن عبد الوهاب قادراً على نشر دعوته الإصلاحية تحت حماية محمد بن سعود له، وذلك الاتفاق كان بداية الدولة السعودية الأولى. بعد الاتفاق لقب محمد بن سعود بالإمام، وأصبح بذلك الإمام محمد بن سعود، وهو أول من لقب بالإمامة من أسرة آل سعود في نجد، وبعد وفاته حمل ابناؤه نفس اللقب، وقد استمر هذا اللقب إلى نهاية الدولة السعودية الثانية مع الإمام عبد الرحمن بن فيصل آل سعود.

## الملكيّة
بعد تأسيس المملكة العربية السعودية التي توحّدت سنة 1351 هـ / 1932م ومبايعة عبد العزيز بن عبد الرحمن آل سعود بالمُلك أصبح لقب «ملك المملكة العربية السعودية» هو اللقب المستخدم في المكاتبات الرسمية وفي إصدارات المراسم الملكية، بعد أن بدأ بلقب الإمامة المتوارث عن أسلافه. جرى التقليد في نظام وراثة العرش على حصره في أبناء الملك عبد العزيز فيتولى العرش منهم الأخ بعد أخيه، مع ترجيح الأكبر سناً، ويلزم قبلها العهد بها إلى شخص معين من الأسرة وفق اشتراطات معيّنة من بينها الكفاءة الجسدية.

## الألقاب التشريفيّة
صاحب الجلالة
منذ تولّي عبد العزيز بن عبد الرحمن آل سعود مقاليد الحكم في البلاد وإعلانها مملكة كان اللقب المستخدم «صاحب الجلالة» و«جلالة الملك»، واستمر اللقب مع أبنائه كذلك، في عهد كل من سعود، وفيصل، وخالد، إلى عهد فهد بن عبد العزيز الذي أمر بتغييره إلى «خادم الحرمين الشريفين» ويخاطب به بصفة رسميّة.
خادم الحرمين الشريفين
يعود لقب خادم الحرمين الشريفين تاريخيّاً إلى صلاح الدين الأيوبي حيث يعتبر أنه أول من حمل اللقب، وتلاه في حمل هذا اللقب عدد من سلاطين المماليك، كما أن السلطان سليم الأول أحد السلاطين العثمانيين أول من لُقب به من سلاطين بني عثمان ثم حمله كل من جاء منهم بعده.
في العهد السعودي كان أول من استعمل لقب «خادم الحرمين الشريفين» هو فيصل بن عبد العزيز، عندما صُنِعَت ستارة الكعبة في عهده، وكُتب عليها «في عهد حضرة صاحب الجلالة الملك فيصل بن عبد العزيز آل سعود»، فرفض الصيغة المكتوبة، وأمر بتعديلها إلى «في عهد خادم الحرمين الشريفين». أما أول من استخدم اللقب رسمياً فهو فهد بن عبد العزيز، الذي كان قد أمر بتغيير لقب «صاحب الجلالة» إلى «خادم الحرمين الشريفين» وكان ذلك سنة 1407 هـ الموافقة لسنة 1986م، ليكون بذلك أول ملك يُلقب به رسمياً. عقب وفاة الملك فهد، وعند تولي عبد الله بن عبد العزيز الحكم، في 1 أغسطس 2005م، احتفظ باللقب، وبعد وفاته ومبايعة ولي عهده سلمان بن عبد العزيز ملكاً على البلاد في 23 يناير 2015م، تمسك الملك سلمان بلقب «خادم الحرمين الشريفين».

## قائمة الأئمّة والملوك

### تأسيس السلالة الحاكمة
| # | الأمير                                                                      | صورة                                            | بداية الفترة                                    | نهاية الفترة                                    | مُلاحظات                                                                             |                                                 |
| - | --------------------------------------------------------------------------- | ----------------------------------------------- | ----------------------------------------------- | ----------------------------------------------- | ----------------------------------------------------------------------------------- | ----------------------------------------------- |
| — | مُؤسس السُلالة السُّعُوديّة الحاكمة (1132 هـ / 1720م)                             | مُؤسس السُلالة السُّعُوديّة الحاكمة (1132 هـ / 1720م) | مُؤسس السُلالة السُّعُوديّة الحاكمة (1132 هـ / 1720م) | مُؤسس السُلالة السُّعُوديّة الحاكمة (1132 هـ / 1720م) | مُؤسس السُلالة السُّعُوديّة الحاكمة (1132 هـ / 1720م)                                     | مُؤسس السُلالة السُّعُوديّة الحاكمة (1132 هـ / 1720م) |
| * | سُعُودٌ بنِ مُحَمَّد آلَ مُقَرِّنٍ(*) مُؤسس السُلالة السُّعُوديّة أمير إمارة الدرعية سعود الأول |                                                 | 1132 هـ / 1720م                                 | 1137 هـ / 1725م                                 | - حاكم الدرعية الثالث عشر، ومُؤسس السُلالة السُّعُوديّة الحاكمة للمملكة العربية السعودية. |                                                 |

### الدولة السعودية
| # | الإمام                                                                             | صورة                                                                       | بداية الفترة                                                               | نهاية الفترة                                                               | مُلاحظات |                                                                            |
| --- | ---------------------------------------------------------------------------------- | -------------------------------------------------------------------------- | -------------------------------------------------------------------------- | -------------------------------------------------------------------------- | --- | -------------------------------------------------------------------------- |
| — | الدولة السعودية الأولى (إمارة الدرعية) (1157 هـ – 1233 هـ / 1744م - 1818م)         | الدولة السعودية الأولى (إمارة الدرعية) (1157 هـ – 1233 هـ / 1744م - 1818م) | الدولة السعودية الأولى (إمارة الدرعية) (1157 هـ – 1233 هـ / 1744م - 1818م) | الدولة السعودية الأولى (إمارة الدرعية) (1157 هـ – 1233 هـ / 1744م - 1818م) | الدولة السعودية الأولى (إمارة الدرعية) (1157 هـ – 1233 هـ / 1744م - 1818م) | الدولة السعودية الأولى (إمارة الدرعية) (1157 هـ – 1233 هـ / 1744م - 1818م) |
| 1 | محمد بن سعود(1) مؤسس الدولة السعودية الأولى إمام إمارة الدرعية محمد الأول          |                                                                            | 1157 هـ / 1744م                                                            | 1179 هـ / 1765م                                                            | - تولى إمارة الدرعية في الفترة (1139 هـ / 1726م - 1157 هـ / 1744م). - أسس الدولة السعودية الأولى سنة 1157 هـ / 1744م. - تعاهد مع محمد بن عبد الوهاب بأن يستمر على الجهر بدعوته إلى تجديد العقيدة الإسلامية. |                                                                            |
| 2 | عبد العزيز بن محمد آل سعود(2) إمام إمارة الدرعية عبد العزيز الأول                  |                                                                            | 1179 هـ / 1765م                                                            | 1218 هـ / 1803م                                                            | - في عهده ضُمّ جميع إقليم نجد، والأحساء، والبحرين، ومعظم الحجاز، بالإضافة إلى تبعيّة منطقة عسير وباديتها. - تم اغتياله وهو يؤدي صلاة العصر بمسجد طريف في الدرعية. |                                                                            |
| 3 | سعود الكبير بن عبد العزيز آل سعود(3) إمام إمارة الدرعية سعود الثاني                |                                                                            | 1218 هـ / 1803م                                                            | 1229 هـ / 1814م                                                            | - اسمه سعود ولُقّب بعد وفاته بمسمى سعود الكبير وسعود الثاني بعد سعود الأول مؤسس الأسرة الحاكمة. - في عهد والده استطاع فتح معظم الحجاز، وفي عهده أصبح كله تابعاً للدولة السعودية. |                                                                            |
| 4 | عبد الله بن سعود آل سعود(4) إمام إمارة الدرعية عبد الله الأول                      |                                                                            | 1229 هـ / 1814م                                                            | 1233 هـ / 1817م                                                            | - آخر أئمة الدولة السعودية الأولى. - تم إعدامه في ميدان عام في الأستانة من قِبل سلطات الدولة العثمانية، وبذلك انتهت الدولة السعودية الأولى. |                                                                            |
| — | الدولة السعودية الثانية (إمارة نجد) (1233 هـ – 1309 هـ / 1818م - 1891م)            | الدولة السعودية الثانية (إمارة نجد) (1233 هـ – 1309 هـ / 1818م - 1891م)    | الدولة السعودية الثانية (إمارة نجد) (1233 هـ – 1309 هـ / 1818م - 1891م)    | الدولة السعودية الثانية (إمارة نجد) (1233 هـ – 1309 هـ / 1818م - 1891م)    | الدولة السعودية الثانية (إمارة نجد) (1233 هـ – 1309 هـ / 1818م - 1891م) | الدولة السعودية الثانية (إمارة نجد) (1233 هـ – 1309 هـ / 1818م - 1891م)    |
| فترة حُكم غير مستقرّة (1819م – 1824م)(10) |                                                                                    |                                                                            |                                                                            |                                                                            | |                                                                            |
| 1 | تركي بن عبد الله آل سعود(5) مؤسس الدولة السعودية الثانية إمام إمارة نجد تركي الأول |                                                                            | 1824م                                                                      | ذو الحجة 1249 هـ / مايو 1834م                                              | - مؤسس الدولة السعودية الثانية. - فترة حكمه الثانية. - اتخذ من الرياض عاصمة له بدلاً عن الدرعية. - استطاع إجلاء بقية قوات محمد علي باشا من نجد. - تم اغتياله في آخر شهر ذي الحجة 1249 هـ / مايو 1834م، عن طريق مشاري بن عبد الرحمن آل سعود الذي أعلن نفسه أميراً فيما بعد. |                                                                            |
| 2 | مشاري بن عبد الرحمن آل سعود(6) إمام إمارة نجد مشاري الأول                          |                                                                            | ذو الحجة 1249 هـ / مايو 1834م                                              | 9 صفر 1250 هـ / 18 يونيو 1834م                                             | - أعلن نفسه أميراً بعد اغتياله تركي بن عبد الله آل سعود. - لم يلبث طويلاً حتى تم قتله من قِبل فيصل بن تركي انتقاماً لوالده. |                                                                            |
| 3 | فيصل بن تركي آل سعود(7) إمام إمارة نجد فيصل الأول                                  |                                                                            | 9 صفر 1250 هـ / 18 يونيو 1834م                                             | رمضان 1254 هـ / نوفمبر 1838م                                               | - استلم الحُكم بعد أن حاصر مشاري وجيشه والتي انتهت بمقتله. - عيّن عبد الله بن علي الرشيد(9) أميراً على جبل شمّر، بدلاً من صالح بن عبد المحسن آل علي. - حصلت مواجهة بينه وبين قوّات خورشيد باشا انتهت بهزيمته واستسلامه، وبذلك انتهت فترة حكمه الأولى. |                                                                            |
| 4 | خالد بن سعود آل سعود أمير وحاكم نجد خالد الأول                                     |                                                                            | 1254 هـ / 1838م                                                            | شوال 1257 هـ / نوفمبر 1841م                                                | - كُلِّف من قِبل القوات المصرية بأمر من محمد علي باشا. - واجه مشكلات تمثّلت بخروج المناطق النائية عن الرياض عن طاعته. - قام عبد الله بن ثنيان بانقلاب عليه بعد أن كسب تأييد الناس. |                                                                            |
| 5 | عبد الله بن ثنيان آل سعود حاكم نجد والأحساء عبد الله الثاني                        |                                                                            | شوال 1257 هـ / نوفمبر 1841م                                                | ربيع الثاني 1259 هـ / مايو 1843م                                           | - استلم الحُكم بعد أن قام بانقلاب على خالد بن سعود. - خاض قتالاً مع جنود الحملة المصرية في الرياض، وأجبر الحامية العسكرية فيها على المغادرة. - عيّن عمر بن عفيصان أميراً على الأحساء، وعيّن أحمد بن محمد السديري على القطيف. |                                                                            |
| — | فيصل بن تركي آل سعود(6) إمام إمارة نجد فيصل الأول                                  |                                                                            | ربيع الثاني 1259 هـ / مايو 1843م                                           | 1282 هـ / 1865م                                                            | - فترة حكمه الثانية. - استلم الحكم بعد أن غادر مصر وعاد إلى الرياض، حيث قام بمساعدة أهلها بمحاصرة قصر الحُكم الذي كان يقطنه عبد الله بن ثنيان، وقد دامت فترة الحصار ثلاثة أشهر وانتهت بالقبض عليه وإيداعه في السجن. - استمرّت فترته حوالي ثلاثة وعشرين عاماً، تم فيها توحيد نجد والأحساء، وظهرت فيها أحداث كل من القصيم (1254 هـ/1838م - 1279هـ/1863م)، والعجمان (1261 هـ/1845م - 1277 هـ/1861م). |                                                                            |
| 6 | عبد الله بن فيصل آل سعود إمام إمارة نجد عبد الله الثالث                            |                                                                            | 1282 هـ / 1865م                                                            | 1288 هـ / 1871م                                                            | - فترة حكمه الأولى.(11) |                                                                            |
| 7 | سعود بن فيصل آل سعود إمام إمارة نجد سعود الثالث                                    |                                                                            | 1288 هـ / 1871م                                                            | 1288 هـ / 1871م                                                            | - فترة حكمه الأولى.(11) |                                                                            |
| — | عبد الله بن فيصل آل سعود إمام إمارة نجد عبد الله الثالث                            |                                                                            | 1288 هـ / 1871م                                                            | 1873م                                                                      | - فترة حكمه الثانية.(11) |                                                                            |
| — | سعود بن فيصل آل سعود إمام إمارة نجد سعود الثالث                                    |                                                                            | 1873م                                                                      | 1291 هـ / 1875م                                                            | - فترة حكمه الثانية.(11) |                                                                            |
| 8 | عبد الرحمن بن فيصل آل سعود(7) إمام إمارة نجد عبد الرحمن الاول                      |                                                                            | 1291 هـ / 1875م                                                            | 1876م                                                                      | - فترة حكمه الأولى.(11) - والد الملك عبد العزيز مؤسس الدولة السعودية الثالثة والتي أصبحت فيما بعد المملكة العربية السعودية. |                                                                            |
| — | عبد الله بن فيصل آل سعود إمام إمارة نجد عبد الله الثالث                            |                                                                            | 1876م                                                                      | 1889م                                                                      | - فترة حكمه الثالثة.(11) |                                                                            |
| — | عبد الرحمن بن فيصل آل سعود(7) إمام إمارة نجد عبد الرحمن الاول                      |                                                                            | 1889م                                                                      | 1891م                                                                      | - فترة حكمه الثانية.(11) |                                                                            |
| فترة انقطاع عن الحُكم (1891م – 1902م)(12) |                                                                                    |                                                                            |                                                                            |                                                                            | |                                                                            |
| الدولة السعودية الثالثة (الفترة تشمل: سلطنة نجد، مملكة الحجاز ونجد وملحقاتها) (5 شوال 1319 هـ – 17 جمادى الأولى 1351 هـ / 15 يناير 1902 - 23 سبتمبر 1932م) |                                                                                    |                                                                            |                                                                            |                                                                            | |                                                                            |
| — | عبد العزيز بن عبد الرحمن آل سعود(8) سلطان نجد وملك الحجاز عبد العزيز الثاني        |                                                                            | 5 شوال 1319 هـ / 15 يناير 1902                                             | 17 جمادى الأولى 1351 هـ / 23 سبتمبر 1932م                                  | - تم استرداد الرياض بعد هزيمة قوّات آل رشيد في 5 شوال 1319 هـ / 15 يناير 1902م، وبذلك بدأت الدولة السعودية الثالثة. - سقطت إمارة جبل شمر في 29 صفر 1340 هـ / 2 نوفمبر 1921م، وتم إعلان قيام سلطنة نجد. - ضم الحجاز وتأسيس مملكة الحجاز ونجد وملحقاتها في 23 جمادى الآخرة 1344 هـ / 8 يناير 1926.                                                                                                |                                                                            |

### المملكة العربية السعودية
| #                                                                              | الملك                                                                                         | صورة | بداية الفترة                             | نهاية الفترة                             | مُلاحظات |
| ------------------------------------------------------------------------------ | --------------------------------------------------------------------------------------------- | ---- | ---------------------------------------- | ---------------------------------------- | --- |
| المملكة العربية السعودية (17 جمادى الأولى 1351 هـ/ 23 سبتمبر 1932م – حتى الآن) |                                                                                               |      |                                          |                                          | |
| 1                                                                              | عبد العزيز بن عبد الرحمن آل سعود صاحب الجلالة مؤسس المملكة العربية السعودية عبد العزيز الثاني |      | 17 جمادى الأولى 1351 هـ/ 23 سبتمبر 1932م | 2 ربيع الأول 1373 هـ / 9 نوفمبر 1953م    | - توحيد جميع أراضي البلاد، وتم اتخاذ مسمى المملكة العربية السعودية في 21 جمادى الأولى 1351 هـ الموافق 23 سبتمبر 1932م. - عيّن ابنه سعود وليّاً للعهد، وعيّن ابنه فيصل على الحجاز بالنيابة. - حكم حتى مماته. |
| 2                                                                              | سعود بن عبد العزيز آل سعود صاحب الجلالة سعود الرابع                                           |      | 2 ربيع الأول 1373 هـ / 9 نوفمبر 1953م    | 27 جمادى الآخرة 1384 هـ / 2 نوفمبر 1964م | - تمت مبايعته بالحكم بعد وفاة والده عبد العزيز سنة 1373 هـ / 1953م. - تم إنشاء مجلس الوزراء، وتم تحويل مديرية المعارف إلى وزارة المعارف. - توسعة المسجد النبوي التي اعتمدت في عهد والده، وتوسعة المسجد الحرام. - تم تنازله عن الحكم سنة 1384 هـ / 1965م لمرضه، وتوفي في أثينا باليونان سنة 1388 هـ / 1969م. |
| 3                                                                              | فيصل بن عبد العزيز آل سعود صاحب الجلالة فيصل الثاني                                           |      | 27 جمادى الآخرة 1384 هـ / 2 نوفمبر 1964م | 12 ربيع الأول 1395 هـ / 25 مارس 1975م    | - تمت مبايعته بالحكم بعد خلع أخيه الملك سعود. - عمل على تحويل جامعة الملك عبد العزيز الأهلية إلى حكومية. - في عهده أمر بقطع إمداد البترول عن الدول المؤيدة لإسرائيل اسوةً باخيه الملك سعود الذي امر بذلك اثناء العدوان الثلاثي على مصر. - تم اغتياله سنة 1395 هـ / 1975م من قِبل فيصل بن مساعد. |
| 4                                                                              | خالد بن عبد العزيز آل سعود صاحب الجلالة خالد الثاني                                           |      | 12 ربيع الأول 1395 هـ / 25 مارس 1975م    | 21 شعبان 1402 هـ / 13 يونيو 1982م        | - يُعد من مؤسسي مجلس التعاون الخليجي. - افتتح جامعة الملك فيصل بالدمام، وجامعة أم القرى بمكة المكرمة. - دعم المجاهدين الأفغان إبّان الحرب السوفيتية في أفغانستان. - حكم حتى مماته. |
| 5                                                                              | فهد بن عبد العزيز آل سعود خادم الحرمين الشريفين فهد الأول                                     |      | 21 شعبان 1402 هـ / 13 يونيو 1982م        | 26 جمادى الثانية 1426 هـ / 1 أغسطس 2005م | - اتخذ لقب خادم الحرمين الشريفين بدلاً عن صاحب الجلالة. - قيامه بمشروع لعمارة الحرمين الشريفين، وتوسعتهما. - استمر حكمه نحو 24 عاماً، شهدت فيها البلاد نهضة حضارية. - حكم حتى مماته. |
| 6                                                                              | عبد الله بن عبد العزيز آل سعود خادم الحرمين الشريفين عبد الله الرابع                          |      | 26 جمادى الثانية 1426 هـ / 1 أغسطس 2005م | 3 ربيع الثاني 1436 هـ / 23 يناير 2015م   | - احتفظ بلقب خادم الحرمين الشريفين. كما قام بتوسعة الحرمين الشريفين. - زيادة عدد الجامعات والكليات في مختلف المناطق، بالإضافة إلى إنشاء جامعة الملك عبد الله للعلوم والتقنية، وكذلك برنامج الابتعاث الخارجي. - الأمر بإنشاء عدد من المدن الاقتصادية والصناعية. - حكم حتى مماته. |
| 7                                                                              | سلمان بن عبد العزيز آل سعود خادم الحرمين الشريفين سلمان الأول                                 |      | 3 ربيع الثاني 1436 هـ / 23 يناير 2015م   | حتى الآن                                 | - احتفظ بلقب خادم الحرمين الشريفين. - عيّن محمد بن نايف وليّاً للعهد، بعد أن أعفى مقرن بن عبد العزيز الذي كان قد عيّنه سابقاً. كما عيّن ابنه محمد بن سلمان ولياً لولي العهد ووزيراً للدفاع. - وبعد ذلك أعفُي محمد بن نايف وأصبح محمد بن سلمان وليّاً للعهد وقائد رؤية السعودية لعام 2030. - نقل الحكم في عهده من جيل أبناء المؤسس إلى جيل الأحفاد. - القيام بتدخل عسكري في اليمن عن طريق تحالف تشكّل من عدّة دول تقوده السعودية ضد الحوثيين بدأ بعملية عُرفت باسم عاصفة الحزم. |

## حواشٍ
- *: «سعود بن محمد بن مقرن» هو مؤسس السلالة السعودية الحاكمة، وهو الجد السادس للأسرة الحاكمة القائمة من أبناء عبد العزيز آل سعود.
- 1: «محمد بن سعود» هو مؤسس الدولة السعودية الأولى، وهو الجد الخامس للأسرة الحاكمة القائمة من أبناء عبد العزيز آل سعود.
- 2: «عبد العزيز بن محمد بن سعود» وهو عم الإمام تركي بن عبدالله بن الإمام محمد بن سعود جد الأسرة الحاكمة القائمة من أبناء عبدالعزيز آل سعود.
- 3: «سعود الكبير بن عبد العزيز بن محمد بن سعود» وهو ابن عم الإمام تركي بن عبدالله بن الإمام محمد بن سعود جد الأسرة الحاكمة القائمة من أبناء عبدالعزيز آل سعود.
- 4: «عبد الله بن سعود الكبير بن عبد العزيز بن محمد بن سعود» ابن الإمام سعود الكبير ابن عم جد الأسرة الحاكمة السعودية من أبناء عبدالعزيز آل سعود.
- 5: «تركي بن عبد الله بن محمد بن سعود» هو مؤسس الدولة السعودية الثانية، وهو الجد الثالث للأسرة الحاكمة القائمة من أبناء عبد العزيز آل سعود.
- 6: «فيصل بن تركي بن عبد الله بن محمد بن سعود» هو الجد الثاني للأسرة الحاكمة القائمة من أبناء عبد العزيز آل سعود.
- 7: «عبد الرحمن بن فيصل بن تركي بن عبد الله بن محمد بن سعود» هو الجد الأول للأسرة الحاكمة القائمة من أبناء عبد العزيز آل سعود.
- 8: «عبد العزيز بن عبد الرحمن بن فيصل بن تركي بن عبد الله بن محمد بن سعود» هو مؤسس الدولة السعودية الثالثة والتي أصبحت فيما بعد المملكة العربية السعودية، وهو والد الأسرة الحاكمة القائمة حاليّاً.
- 9: «عبد الله بن علي الرشيد» هو المؤسس لأسرة آل رشيد في جبل شمّر التي كان لها دور في القضاء على الدولة السعودية الثانية، كما عملت على مقاومة عبد العزيز بن عبد الرحمن آل سعود في بداية تأسيسه للدولة السعودية الثالثة في أوائل القرن العشرين الميلادي.[24]

- 10: بداية مرحلة تكوين الدولة السعودية الثانية: في شهر مايو سنة 1818 الموافق 1233 هـ غادر إبراهيم باشا نجداً بأمر من والده محمد علي.[37] وقد جرت محاولات لإعادة بناء دولة نجدية أولاها محاولة محمد بن مشاري آل معمر والذي أعاد إعمار الدرعية وانتقل إليها، لكنه لم يستمر طويلاً حيث استطاع مشاري بن الإمام سعود العودة إلى الدرعية بعد الفرار من السجن، وحاول ابن معمر محاربته ولم يستطع فبايع لمشاري ثم أهل سدير والمحمل وحريملاء وأهل الدرعية والكثير من أهل الوشم. بعد ذلك عاد بعض أفراد آل سعود الهاربين وأمر مشاري بالغزو وحارب أهل السلمية واستولى عليها وعلى اليمامة، ثم ذهب إلى الدلم حيث بايعه صاحبها ثم عاد إلى الدرعية.[37] بعد ازدياد قوة مشاري تم إبلاغ السلطان العثماني بذلك،[37] وانتقل ابن معمر إلى سدوس ليحشد ضد مشاري،[37] فقام لاحقاً بتحريك جيشه إلى الدرعية والقبض على مشاري. ثم تحرك إلى الرياض للقبض على تركي بن عبد الله الذي استطاع الهرب ثم مباغتة قوات ابن معمر في ضرمى، ومنها اتجه إلى الدرعية فقبض عليه وأخذه إلى الرياض حيث حبسه مع ابنه للضغط على عشيرته في سدوس ليعيدوا مشاري، وكانوا قد سلموه إلى الترك، فأمر تركي بقتلهما. لكن تركي لم يستطع البقاء في الرياض لعودة القوات المصرية إليها فهرب مرة أخرى.[37] بعد خروج القوات المصرية عاد تركي إلى عرقة، ثم انضم إليه أمير الوشم ثم سويد صاحب جلاجل ومن معه، وأعلن تركي الحرب وإخراج من تبقى من الترك من الرياض لكن سويد انسحب، وحاصر الأتراك تركي في عرقة ولكنهم اضطروا للانسحاب. بعد ذلك قام تركي بمهاجمة ضرما والاستيلاء عليها.[37] ثم كاتب أهل سدير فبايعوه ثم بايعه أهل جلاجل والزلفي ومنيخ والغاط ثم أهل حريملاء. بعد ذلك قرر تركي طرد الحامية التركية الوحيدة المتبقية في الرياض ولكنه لم يستطع لمعاونة فيصل الدويش لهم، وعندما انسحب الدويش حاصر تركي الرياض مرة أخرى فاستسلمت الحامية العسكرية وغادرت. بعد ذلك اختار تركي الرياض عاصمة له وأعاد بناء أسوارها وبناء جامعها.[37]

- 11: فترة النزاع في الحكم بين أبناء الإمام فيصل بن تركي: تولى عبدالله بن فيصل الحكم بعد وفاة والده فيصل بن تركي، وكان ذلك في شهر رجب سنة 1282 هـ / 1865م، وقد كان عبد الله هو أكبر أبناء فيصل بن تركي، بالإضافة إلى أنه كان قد تم توكيله في معظم أمور السلطة في آخر فترة حكم والده بعد أن أسندها إليه نتيجة لمرضه وكبر سنه، وكان أخوه محمد يعاونه في ذلك. لكنه لم يمض على تولّي عبد الله بن فيصل الحكم عام حتى خرج عليه أخوه سعود الذي كان يطمح إلى السلطة، حيث أن عبد الله وسعود كانا متنافسين من أيام حكم أبيهما. كان الإمام عبد الله بن فيصل يتمتع بشعبية كبيرة لدى حاضرة نجد، ولدى عدد من قبائلها؛ فقد كان له تأييد ودعم ضد منازعة أخيه له، ويؤيده العلماء وأسرة آل الشيخ. إلا أنه وبالرغم من ذلك فإن سعود قام بجمع الأتباع والمؤيدين له، وتمكن سعود من السيطرة على الأحساء بعد أن هزم قوات عبد الله التي كان يقودها أخيهما محمد سنة 1287 هـ / 1870م، بالإضافة إلى أن هناك عدة مواجهات قد دارت بين الطرفين ولكنها لم تكن فاصلة وقد ظل الصراع لفترة طويلة، الأمر الذي أدى إلى تمزّق وانحلال الدولة السعودية الثانية. في فترة الصراع سيطر العثمانيون على المنطقة الشرقية وبذلك انفصلت عن الدولة السعودية، لاحقاً وفي نهاية الأمر سيطر آل رشيد على البلاد النجدية كلها. مرض الإمام عبد الله بن فيصل مرضًا شديدًا، وكان وقتها في مدينة حائل عاصمة إمارة جبل شمر، وزاره أخوه عبد الرحمن فيها، فأشار عليه حاكمها محمد بن عبد الله الرشيد أن ينقل أخاه إلى الرياض، فتم نقله إليها ولكنه مات فيها بعد وصوله بمدة لا تتجاوز اليومين، وكان ذلك قبل سقوط الدولة السعودية الثانية بحوالي سنتين.[38][39][40]

- 12: فترة انحلال الدولة السعودية الثانية وبداية الدولة السعودية الثالثة: لمّا توفي الإمام عبد الله بن فيصل سنة 1307 هـ / 1889م بايع أهل الرياض أخاه عبد الرحمن، فاعتقل عبد الرحمن سالم السبهان الذي عيّنه محمد بن عبد الله بن الرشيد على الرياض؛ لأنه كان يدبر مذبحة لآل سعود، فزحف ابن الرشيد بقواته من حائل باتجاه الرياض ليعالج الأمر، وحاصرها مدة شهر أو أكثر. ولما رأى أن المدينة صامدة، طلب ابن الرشيد من سكانها إرسال وفد للتفاوض حول الصلح، فتم ذلك باتفاق على أن تكون العارض تابعة لآل سعود بزعامة عبد الرحمن بن فيصل على أن يطلق سراح سالم السبهان، فأطلق سراحه في نهاية عام 1308 هـ / 1890م ورحل إلى حائل. لكن الأمور لم تستقر تماماً لآل سعود؛ فقد هاجم ابن الرشيد القصيم، عازمًا على مواصلة هجومه على الرياض. عند ذلك عزم عبد الرحمن على مساعدة أهل القصيم إلا أن وقعة المليداء كانت قد انتهت، وفتك ابن الرشيد بسكان القصيم. حينئذ رأى عبد الرحمن أنه ليس باستطاعته في ظل تلك الظروف محاربة ابن الرشيد، فقرر الرحيل عن الرياض، وتوجه مع أهله وجماعته إلى صحراء الدهناء وتنقل في البادية، وأرسل النساء إلى البحرين بعد أن حصل على إذن من أميرها عيسى بن علي آل خليفة. وحاول عبد الرحمن ومن معه من المؤيدين العودة إلى الرياض محاولاً استرداد الحكم خاصةً وأن ابن الرشيد كان قد عَيّن عليها أخاه محمد بن فيصل، فدخل عبد الرحمن الرياض سلماً، ولكن ابن رشيد قرر أن ينهي المقاومة السعودية فزحف بجيش قوي نحو الرياض، واشتبك ضد قوات عبد الرحمن في وقعة حريملاء عام 1309 هـ / 1891م، فانهزمت قوات عبد الرحمن، فعاد ثانية إلى البادية وظل هو وابنه عبد العزيز هناك مدة سبعة أشهر حتى أذنت لهما الدولة العثمانية بالإقامة في الكويت، وانتقل آل سعود الذين كانوا وقتها في قطر برئاسة عبد الرحمن إلى الكويت سنة 1310 هـ / 1892م، وعاشوا فيها. وقد شارك عبد الرحمن بن فيصل الشيخ مبارك الصباح في حروبه ضد آل الرشيد في وقعة الصريف في 17 ذي القعدة 1318 هـ / 7 مارس 1901م. لاحقاً وبعد أن مكث عبد الرحمن واسرته في الكويت، خرج ابنه عبد العزيز لاسترداد الرياض في شهر رجب 1319 هـ / أكتوبر 1901م، وتمكّن من ذلك في 5 شوال 1319 هـ / 15 يناير 1902م، وقد توفي الإمام عبد الرحمن في مدينة الرياض بعد ضم الحجاز إلى الدولة السعودية الحديثة.[41][42]